# Piornal
Piornal è un comune spagnolo di 1 543 abitanti situato nella comunità autonoma dell'Estremadura.